# Rosa transmorrisonensis
Rosa transmorrisonensis es una especie de planta del género Rosa, de la familia Rosaceae.

## Taxonomía
Rosa transmorrisonensis fue descrita por Hayata en 1913.

## Distribución
Se encuentra en el territorio de Filipinas y Taiwán.